# XIII eleccions a la presidència del Futbol Club Barcelona
Les XIII eleccions a la presidència del Futbol Club Barcelona se celebraren el 18 de juliol de 2015, i serviren per escollir un nou president del club per 6 anys. Les eleccions es realitzaren per sufragi universal directe al Camp Nou, amb 109.637 socis cridats a les urnes. El guanyador de les eleccions i, per tant, president de l'entitat pels propers sis anys, fou finalment Josep Maria Bartomeu, amb un 54,63% dels vots.

## Calendari electoral
El següent fou el calendari electoral:
- 11 de juny: publicació de l'anunci d'eleccions
- 24-26 juny: resolució del cens
- 29 juny - 4 de juliol: presentació de candidatures i recollida de signatures
- 6-8 juliol: proclamació de candidatures
- 9-16 juliol: campanya electoral
- 17 juliol: jornada de reflexió
- 18 juliol: eleccions

## Precandidatures
Es van presentar set precandidatures: les de Josep Maria Bartomeu, Agustí Benedito, Jordi Farré, Toni Freixa, Joan Laporta, Jordi Majó, i Joan Batiste. Tot i que el club té més de 140.000 socis, només els que tenen dret a vot poden donar suport als precandidats. Els precandidats han de presentar com a mínim 2.534 butlletes de suport de socis i el compromís de prestar aval abans del 4 de juliol, la data límit que el calendari electoral estableix perquè els aspirants lliurin les firmes, abans d'iniciar-se el període de comprovació per poder establir quins es convertiran en candidats.
| Josep Maria Bartomeu          | Joan Batiste                  | Agustí Benedito               | Jordi Farré       |
| ----------------------------- | ----------------------------- | ----------------------------- | ----------------- |
|                               |                               |                               |                   |
| «Bo per al Barça»             | «Seguiment FCB»               | «Ara és l'hora, fem-ho junts» | «Som gent normal» |
|                               |                               |                               |                   |
| Toni Freixa                   | Joan Laporta                  | Jordi Majó                    |                   |
|                               |                               |                               |                   |
| «Sabem a què juguem, jugues?» | «Pel Barça Laporta president» | «El teu Barça»                |                   |

El 19 de juny els precandidats varen començar a recollir les paperetes per demanar el suport dels socis a les seves respectives precandidatures. La recollida de signatures s'iniciarà el dissabte dia 27 de juny i durarà fins al següent cap de setmana. El dissabte 4 de juliol els precandidats hauran de presentar-les i esperar que la junta electoral les validi. Entre el 6 i el 8 es proclamaran els candidats.
El 28 de juny de 2015 el Marca va publicar el resultat d'una enquesta encarregada a l'empresa especialitzada Sigma Dos segons la qual Josep Maria Bartomeu guanyaria les eleccions superant en vuit punts Joan Laporta, segon en intenció de vot, i amb la resta de candidats molt lluny. El tercer seria Agustí Benedito, amb només un 2,3% de suport dels socis, davant el 35,7% de Bartomeu.
El 4 de juliol de 2015, les precandidatures varen presentar les signatures recollides. Josep Maria Bartomeu presentà, amb molta diferència, el major nombre de firmes: 9.093. Joan Laporta en lliurà 4.807, Agustí Benedito, 3.834, i Toni Freixa, 3.289, La precandidatura de Seguiment FCB va presentar 2.780 firmes, suficients per passar el tall, però va anunciar que es retiraria de la cursa electoral l'últim dia. D'altra banda, Jordi Farré, amb 2.033 firmes, i Jordi Majó, amb 1.500, no passaren el tall.
El 8 de juliol de 2015, la junta electoral i la comissió gestora van anunciar que Seguiment FCB quedava fora de la cursa electoral per 16 signatures.

## Candidatures
Van passar el tall, i van esdevenir oficialment candidatures les d'Agustí Benedito, Joan Laporta, Toni Freixa i Josep Maria Bartomeu.

## Votacions
Les votacions van començar a les nou del matí de dissabte 18 de juliol, i acabaren a les nou del vespre. Les meses electorals, que foren 136, se situaren a l'esplanada situada davant de l'Auditori 1899, al voltant del Camp Nou. Els llocs de vot s'adjudicaren segons el cognom dels socis, i no segons el seu número de soci. A l'esplanada del Gol Sud, annexes a l'àrea de votacions, s'hi van instal·lar quatre carpes, una per a cada candidat, per al seu ús per a tota la jornada electoral. També es va habilitar l'Auditori 1899 com a àrea de treball per als aproximadament 450 professionals dels mitjans de comunicació que cobrien les eleccions.
En total, el cens definitiu aprovat per la Junta Electoral era format per 109.367 socis amb dret a vot.
Abans de les 10.30h del matí ja havien votat els quatre candidats a la presidència. El primer a fer-ho va ser Josep Maria Bartomeu, seguit per Joan Laporta, Toni Freixa i Agustí Benedito. Fins a la 13 hores, el ritme de votacions havia estat molt superior a la de les eleccions del 2010 i del 2003. A aquella hora ja havien votat 22.166 persones, un 20,22% dels socis (12.900 el 2010). A les 12h, 16.185 persones, un 14,76% dels socis (un 3,8% més que en el 2010). A les 11h, 9.711 persones, el 8,86% dels socis, tres punts i mig per sobre de la participació de 2010. Fins a les 8 de la tarda, havien votat el 40,72% dels culers convocats a les urnes, unes dades de participació que superaren a les de les eleccions del 2010.
A les 21 hores es va fer públic el tradicional sondeig a peu d'urna que realitzen TV3 i Catalunya Ràdio a través de l'empresa TNS i els resultats de l'enquesta duta a terme a més de 5.000 socis determinaren que el nou president del FC Barcelona seria Josep Maria Bartomeu amb un 49,5% dels vots. En segon lloc se situaria l'expresident Joan Laporta amb el 36,6% dels vots. Per darrere quedarien Agustí Benedito (7,8%) i Toni Freixa (4,8%).

## Resultats
Amb una participació de 47.270 socis (43,12% del cens), Josep Maria Bartomeu va obtenir 25.823 vots (54,63%) i va guanyar les eleccions, Joan Laporta 15.615 vots (33,03%), i finalment Agustí Benedito 3.386 vots (7,16%) i Toni Freixa 1.750 vots (3,70%).
| Nom                  | Vots   | %      |
| -------------------- | ------ | ------ |
| Josep Maria Bartomeu | 25.823 | 54,63% |
| Joan Laporta         | 15.615 | 33,03% |
| Agustí Benedito      | 3.386  | 7,16%  |
| Toni Freixa          | 1.750  | 3,70%  |

| Vots en blanc | 506 | 1,07% |
| Vots nuls     | 190 | 0,4%  |